# Frederikas
Frederikas est un prénom masculin lituanien pouvant désigner :

## Prénom
- Frederikas Edvardas Bakutis (lt) (1912-2009), amiral américain
- Frederikas Juozas Denhof (lt) (?-1723), homme politique de la république des Deux Nations
- Teodoras Frederikas Tiškevičius Logoiskis (en) (1549-1621), noble du grand-duché de Lituanie

## Référence
1. ↑  (en) « 10th Century Frisian Masculine Names », sur heraldry.sca.org (consulté le 28 décembre 2017)